# Антонелли, Доминик Энтони
Доминик Энтони Антонелли (англ. Dominic Anthony Antonelli; род. 23 августа 1967, Детройт, штат Мичиган, США) — американский инженер в области аэрокосмической техники, лётчик Военно-морского флота США, астронавт США. Совершил два космических полёта в качестве пилота шаттлов: Дискавери STS-119 и Атлантис STS-132. Общий налёт на 41 типе летательных аппаратов более 3200 часов (на 2007 год).

## Образование
- 1985 — окончил среднюю школу «Дуглас Бэрд Хай Скул» (англ. Ashland-Greenwood High School) в Файетвилле, штат Северная Каролина.
- 1989 — окончил Массачусетский технологический институт (англ.  Massachusetts Institute of Technology ) и получил степень бакалавра наук в области аэронавтики и астронавтики.
- 1997 — окончил школу лётчиков-испытателей ВВС США как обменный курсант военно-морского флота.
- 2002 — окончил Вашингтонский университет (англ. Iowa State University), получил степень магистра наук в области аэронавтики и астронавтики.

## Военная служба
- 1991 — начал военную службу лётчика Военно-морского флота США на авианосце «Нимиц» в 146-й истребительной эскадрилье, летал на F/A-18C «Hornet». В 1996 был участником операции «Южный дозор» в Ираке. Принимал участие в испытаниях различных технических и вычислительных систем истребителя F/A-18C.
- в 2000 имел звание лейтенанта ВМС США, в 2003 — лейтенанта-коммандера ВМС США, в 2007 — коммандера ВМС США.

## «Космическая» карьера
- 26 июля 2000 — отобран кандидатом в отряд астронавтов НАСА в качестве пилота шаттла. Прошёл полный курс общей космической подготовки, зачислен в Отделение шаттлов Отдела астронавтов НАСА.
- октябрь 2007 — назначен пилотом в экипаж экспедиции Дискавери STS-119, полёт которого длился с 15 по 28 марта 2009 года, продолжительность полёта составила 12 суток 19 часов 29 минут и 41 секунда.
- май 2009 — получил назначение в качестве пилота корабля экспедиции Атлантис STS-132, полёт которого длился с 14 по 26 мая 2010 года. Продолжительность полёта составила 11 дней 18 часов 28 минут.

Общая продолжительность пребывания в космосе по результатам двух полётов - 24 дня 13 часов 57 минут.

## После космоса
Уволился из НАСА 21 июля 2015 года. По состоянию на начало 2019 года: работает в Lockheed Martin Space Systems Company.

## Награды и почётные звания
- медаль ВМС США «За заслуги»
- медаль ВМС США «За достижения» (дважды)
- медаль НАСА «За исключительные достижения»

## Интересные факты
Дружеское прозвище Доминика — «Гвидо» (англ. «Guido»).

## Личная жизнь
Женат, двое детей. Увлечения: плавание, походы, сноуборд, каякинг и строительство лодок. Энтузиаст NASCAR.